# العلاقات الغينية الليختنشتانية
العلاقات الغينية الليختنشتانية هي العلاقات الثنائية التي تجمع بين غينيا وليختنشتاين.

## مقارنة بين البلدين
هذه مقارنة عامة ومرجعية للدولتين:
| وجه المقارنة                                              | غينيا       | ليختنشتاين                                 |
| --------------------------------------------------------- | ----------- | ------------------------------------------ |
| المساحة (كم2)                                             | 245.86 ألف  | 16                                         |
| عدد السكان (نسمة)                                         | 12.72 مليون | 37.47 ألف                                  |
| الكثافة السكانية (ن./كم²)                                 | 51.74       | 234.19 ألف                                 |
| العاصمة                                                   | كوناكري     | فادوتس                                     |
| اللغة الرسمية                                             | لغة فرنسية  | اللغة الألمانية                            |
| العملة                                                    | فرنك غيني   | فرنك سويسري                                |
| الناتج المحلي الإجمالي (بليون دولار)                      | 10.50 مليار | 6.29 مليار                                 |
| الناتج المحلي الإجمالي (تعادل القوة الشرائية) بليون دولار | 15.24 مليار |                                            |
| الناتج المحلي الإجمالي الاسمي للفرد دولار أمريكي          | 531         |                                            |
| الناتج المحلي الإجمالي للفرد دولار أمريكي                 | 1.22 ألف    |                                            |
| مؤشر التنمية البشرية                                      | 0.411       | 0.908                                      |
| رمز المكالمات الدولي                                      | +224        | +423                                       |
| رمز الإنترنت                                              | .gn         | .li                                        |
| المنطقة الزمنية                                           | 00          | توقيت وسط أوروبا، ت ع م+01:00، ت ع م+02:00 |

## منظمات دولية مشتركة
يشترك البلدان في عضوية مجموعة من المنظمات الدولية، منها:
| علم المنظمة | اسم المنظمة                   | تاريخ انضمام غينيا | تاريخ انضمام ليختنشتاين |
| ----------- | ----------------------------- | ------------------ | ----------------------- |
|             | الاتحاد البريدي العالمي       | ?                  | ?                       |
|             | منظمة حظر الأسلحة الكيميائية  | ?                  | ?                       |
|             | منظمة التجارة العالمية        | 25 أكتوبر 1995     | ?                       |
|             | منظمة الشرطة الجنائية الدولية | ?                  | ?                       |
|             | الأمم المتحدة                 | 12 ديسمبر 1958     | 18 سبتمبر 1990          |